# Sondra Currie
Sondra Currie (* 11. Januar 1947 in Los Angeles, Kalifornien als Sandra Marie Curie) ist eine US-amerikanische Schauspielerin.

## Leben und Karriere
Sondra Currie wurde als Tochter von Donald Currie und dessen Frau Marie Harmon, die ebenfalls Schauspielerin war, in Los Angeles geboren. Sie hat zwei jüngere Schwestern, die Zwillinge Cherie Currie und Marie Currie, sowie einen Bruder, Don Anthony Currie. Ihr Schauspieldebüt gab sie 1970 mit einer kleinen Rolle im Film Rio Lobo. Seitdem ist sie vor allem in kleinen Nebenrollen in Filmen, sowie in Gastrollen im Fernsehen, zu sehen. Am bekanntesten ist sie durch ihre Rolle der Linda Garner, die sie in allen drei Teilen der Hangover-Trilogie darstellte.
Currie war bisher in über 80 Film- und Fernsehproduktionen zu sehen. Von 1976 bis 1986 war sie mit dem Schauspieler Tony Young verheiratet. Seit 1989 ist sie mit dem Regisseur und Drehbuchautor Alan J. Levi verheiratet.

## Filmografie (Auswahl)
- 1970: Rio Lobo
- 1971: Mannix (Fernsehserie, Episode 4x21)
- 1971: Scandalous John
- 1972: Class of ’74
- 1972: Der Chef (Ironside, Fernsehserie, Episode 6x10)
- 1973: Adam-12 (Fernsehserie, Episode 6x10)
- 1974: Männerwirtschaft (The Odd Couple, Fernsehserie, Episode 4x16)
- 1974: Sadomona – Insel der teuflischen Frauen (Policewomen)
- 1974: Mama’s Dirty Girls
- 1975: Teenage Seductress
- 1975: Der Nachtjäger (Kolchak: The Night Stalker, Fernsehserie, Episode 1x17)
- 1975: Jessi’s Girls
- 1975: Fugitive Lovers
- 1976: Bronk (Fernsehserie, Episode 1x20)
- 1976: Starsky & Hutch (Fernsehserie, Episode 2x09)
- 1977: Harold Robbins’ 79 Park Avenue (Mini-Serie, 3 Episoden)
- 1977: The Bob Newhart Show (Fernsehserie, Episode 6x10)
- 1977–1984: Herzbube mit zwei Damen (Three’s Company, Fernsehserie, 3 Episoden)
- 1978: CPO Sharkey (Fernsehserie, Episode 2x13)
- 1978: Der unglaubliche Hulk (The Incredible Hulk, Fernsehserie, Episode 1x07)
- 1980: Barnaby Jones (Fernsehserie, Episode 8x16)
- 1980: Einmal Scheidung, bitte! (The Last Married Couple in America)
- 1981: Sheriff Lobo (The Misadventures of Sheriff Lobo, Fernsehserie, Episode 2x02)
- 1981: Sanford (Fernsehserie, Episode 2x12)
- 1982: Mädchen hinter Gittern (The Concrete Jungle)
- 1982: Die Zeitreisenden (Voyagers!, Fernsehserie, Episode 1x01)
- 1982: Knight Rider (Fernsehserie, Episode 1x07)
- 1982: Die Zeitreise (Voyager from the Unknown), Pilotfilm
- 1982, 1988: Simon und Simon (Simon & Simon, Fernsehserie, 2 Episoden, verschiedene Rollen)
- 1983: Magnum (Magnum, P.I., Fernsehserie, Episode 3x21)
- 1984: Airwolf (Fernsehserie, Episode 1x10)
- 1985: New Love, American Style (Fernsehserie, 2 Episoden)
- 1985: Die Spezialisten unterwegs (Misfits of Science, Fernsehserie, Episode 1x06)
- 1986: Allison Tate
- 1986: Golden Girls (The Golden Girls, Fernsehserie, Episode 2x06)
- 1988: Diamonds (Fernsehserie, Episode 2x05)
- 1988: Probe (Fernsehserie, Episode 1x06)
- 1989: McCloud rechnet ab (The Return of Sam McCloud, Fernsehfilm)
- 1990–1991: Columbo (Fernsehserie, 2 Episoden)
- 1991: The Came from Outher Space (Fernsehserie, Episode 1x16)
- 1991: Joey Takes a Cab
- 1992: Mord ist ihr Hobby (Murder, She Wrote, Fernsehserie, Episode 8x20)
- 1992: Tödliche Intrigen (Illcit Behavior)
- 1992: Cheers (Fernsehserie, Episode 11x08)
- 1994: RoboCop (RoboCop: The Series, Fernsehserie, Episode 1x09)
- 1994: Alien Nation: Dark Horizon (Fernsehfilm)
- 1995: Alle unter einem Dach (Family Matters, Fernsehserie, Episode 6x16)
- 1995: The Cosby Mysteries (Fernsehserie, Episode 1x16)
- 1998: Ein Hauch von Himmel (Touched by an Angel, Fernsehserie, Episode 5x04)
- 2000: JAG – Im Auftrag der Ehre (JAG, Fernsehserie, Episode 5x23)
- 2000: Mach 2
- 2001: Auf der Flucht – Die Jagd geht weiter (The Fugitive, Fernsehserie, 1 Episode)
- 2001: Kept
- 2001: Silent Justice – Selbstjustiz (Cottonmouth)
- 2003: Emergency Room – Die Notaufnahme (ER, Fernsehserie, Episode 9x11)
- 2003: Eine himmlische Familie (7th Heaven, Fernsehserie, Episode 7x13)
- 2006: Navy CIS (NCIS, Fernsehserie, Episode 3x21)
- 2007: Bloodfighter of the Underworld
- 2009: Mental (Fernsehserie – Pilotfolge)
- 2009: Hangover (The Hangover)
- 2009: The Secret Life of the American Teenager (Fernsehserie, Episode 2x06)
- 2010–2013: The Reel Housewives of Theatre West (Fernsehserie, 2 Episoden)
- 2011: Hangover 2 (The Hangover: Part II)
- 2011: Chemistry (Fernsehserie, Episode 1x05)
- 2013: Love Thy Neighbor (Fernsehserie, 4 Episoden)
- 2013: Hangover 3 (The Hangover: Part III)
- 2015: Supernova 45 (Fernsehfilm)
- 2020: American Zombieland – Angriff der Fettarsch-Zombies (Fat Ass Zombies)
- 2023: Mrs. Davis (Mini-Serie, 2 Episoden)